# KaNgwane
Il KaNgwane era uno dei bantustan istituiti dal governo sudafricano nell'era dell'apartheid, allo scopo di isolare geograficamente le diverse etnie del paese; era destinato ad accogliere la popolazione swazi. Venne dichiarato formalmente autonomo nel 1981. Con circa 183 000 abitanti, il KaNgwane era il bantustan meno popoloso. La capitale era Nyamasane (Louieville).
Verso l'inizio degli anni ottanta re Sobhuza II dello Swaziland avanzò pretese sul KaNgwane, rivendicandolo come parte del regno tradizionale del suo popolo. Nel 1982 il governo del Sudafrica propose un accordo a Sobhuza dichiarandosi disponibile alla cessione di una parte del bantustan, con la speranza che quest'area potesse diventare meno accessibile ai ribelli che attraversavano il confine dal Mozambico. Il progetto fu abbandonato in seguito alle proteste popolari, a cui il governo sudafricano rispose abolendo temporaneamente l'autonomia del bantustan, che fu ripristinata solo nel 1984.
A differenza degli altri bantustan, il KaNgwane non ebbe mai una propria bandiera, continuando a usare quella del Sudafrica.
Il 26 aprile 1994, in seguito alla caduta dell'apartheid, il KaNgwane fu integrato nel Transvaal. Nell'odierna suddivisione amministrativa del Sudafrica, il territorio del bantustan è suddiviso fra le province di Mpumalanga e KwaZulu-Natal.